# Cal Llagostera (les Penyes)
Cal Llagostera és una obra de Calafell (Baix Penedès) protegida com a Bé Cultural d'Interès Local.

## Descripció
Es tracta d'un edifici de nova construcció que conserva un portal de pedra tallada. Aquest portal, que serveix per accedir a l'interior de l'immoble és d'arc de mig punt i té el cantell aixamfranat. Ha perdut tres dovelles del costat dret, les quals han estat substituïdes per l'obra de fàbrica revestida amb un arrebossat. Algunes de les juntes han perdut part del morter. S'ha emprat pedra tallada d'origen local i morter de calç.